# سرنگونی یو-۲ در سال ۱۹۶۰

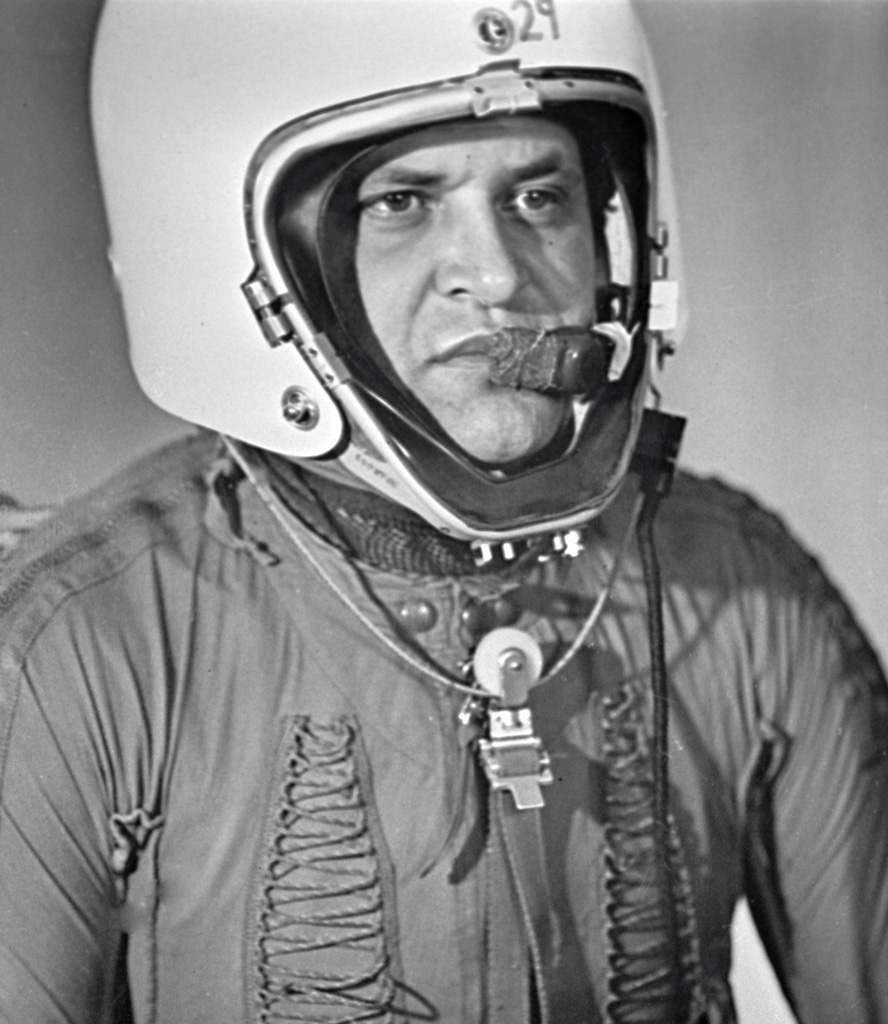
فرانسیس گری پاورز، خلبان هواپیما

در ۱ مه ۱۹۶۰، یک هواپیمای جاسوسی یو-۲، آمریکا توسط نیروهای دفاع هوایی اتحاد شوروی در حین انجام عملیات شناسایی هوایی و عکاسی در اعماق خاک شوروی سرنگون شد. این هواپیمای تک‌سرنشین که توسط خلبان فرانسیس گری پاورز هدایت می‌شد از پیشاور پاکستان برخاسته بود و پس از اصابت یک موشک سطح‌به‌هوا از نوع اس-۷۵ دوینا در نزدیکی یکاترینبورگ سقوط کرد. پاورز با چتر نجات از هواپیما بیرون پرید و دستگیر شد.
در ابتدا، مقامات آمریکا این حادثه را به‌عنوان از دست دادن یک هواپیمای غیرنظامی تحقیقاتی هواشناسی که توسط ناسا اداره می‌شد، جلوه دادند اما پس از چند روز، مجبور به اعتراف به هدف واقعی این مأموریت شدند.
این حادثه در دوران ریاست‌جمهوری دوایت آیزنهاور و نخست‌وزیری نیکیتا خروشچف و حدود دو هفته پیش از زمان برنامه‌ریزی‌شدهٔ نشست شرقی-غربی در پاریس رخ داد. خروشچف و آیزنهاور در سپتامبر ۱۹۵۹ در کمپ دیوید در مریلند، ملاقات کرده بودند و گرم شدن ظاهری روابط آمریکا و شوروی باعث شده بود که مردم در سراسر جهان، به یافتن یک راه‌حل مسالمت‌آمیز برای پایان جنگ سرد، امیدوار باشند.
این حادثه اما باعث شرمساری شدید آمریکا شد و «روح پیمان کمپ دیوید» را که برای هشت ماه حاکم بود، در هم شکست و موجب لغو نشست برنامه‌ریزی شده در پاریس شد. پاکستان به‌دلیل وقوع این حادثه از شوروی عذرخواهی کرد.
پاورز به جاسوسی مجرم شناخته شد و به سه سال حبس و هفت سال کار اجباری، محکوم شد اما دو سال بعد، در فوریهٔ ۱۹۶۲ در تبادل زندانی با یک افسر اطلاعاتی شوروی، رودولف آبل، معاوضه و آزاد شد.

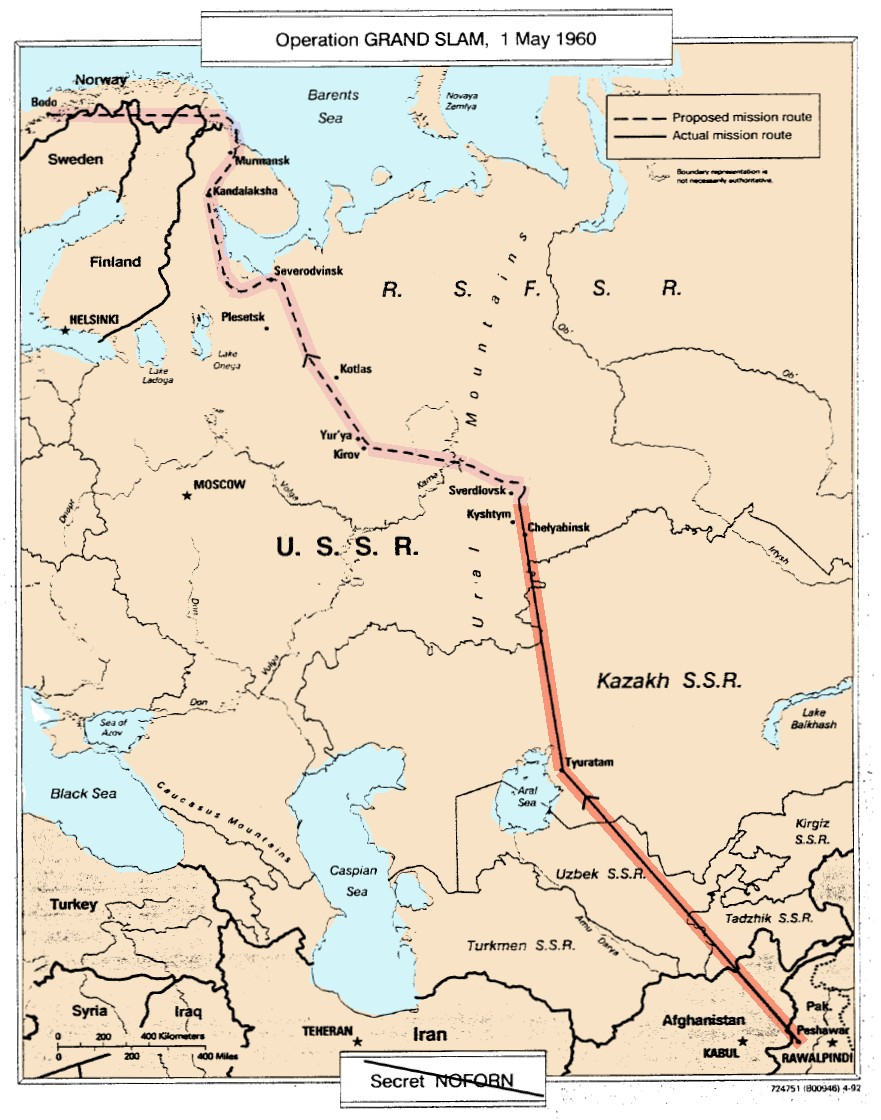
طرح پرواز یو-۲ی پاورز، در ۱ مه ۱۹۶۰، از نشریه سیا، که در ۲۵ ژوئن ۲۰۱۳ از طبقه‌بندی خارج شد

## فیلم
در سال ۲۰۱۵، فیلم سینمایی پل جاسوسان به کارگردانی استیون اسپیلبرگ منتشر شد که مذاکرات جیمز داناوان (با نقش‌آفرینی تام هنکس) را برای آزادی پاورز به نمایش گذاشت اما بخش‌هایی از این فیلم با آنچه واقعاً اتفاق افتاد، دارای تفاوت‌هایی بود. به‌عنوان مثال، پاورز در فیلم در حال شکنجه شدن توسط شوروی نشان داده می‌شود در حالی‌که در حقیقت با او به‌خوبی رفتار می‌شد و او بیشتر وقت خود را صرف ساخت صنایع دستی می‌کرد.
در ژانویهٔ ۲۰۱۶، مجلهٔ بی‌بی‌سی عکس‌هایی از آن زمان و مصاحبه‌ای با پسر پاورز تهیه کرد.

## رویدادهای مرتبط
- حادثهٔ سرنگونی آربی-۴۷ در سال ۱۹۶۰
- بحران موشکی کوبا
- رخداد پهپاد آرکیو ۱۷۰ ایران و آمریکا
- پرواز ۰۰۷ خطوط هوایی کره
- پرواز ۹۰۲ خطوط هوایی کره